# Црква Успења Пресвете Богородице у Челебићима (Фоча)
Црква Успења Пресвете Богородице је храм Српске православне цркве у Челебићима, општина Фоча, Република Српска. Припада митрополији дабробосанској, а посвећена је Успењу Пресвете Богородице.
Градња цркве почела је 1936. године, а грађена је као спомен-црква стрељаним становницима Челебића у Првом светском рату. Требало је да се у њу пренесу остаци 70 убијених Срба. До 1939. године црква је покривена, али су даљи радови прекинути због Другог светског рата. Радови су настављени тек 1958. године. Наредне, 1959, године, црква у Чајничу поклонила је овој цркви иконостас, док је црква из Сарајева поклонила звоно. Када је градња цркве завршена, митрополит Нектарије осветио је храм.
Генерална обнова цркве почела је 1984. године, када је замењен кров, урађена фасада и поравната порта, а уређени су и споменици страдалих родољуба на Шуковцу. Три године касније, када су радови на реконструкцији завршени, цркву је поново осветио митрополит Владислав. Десет година касније, 1997. године уведена је струја.